# The Hunter (마스토돈의 음반)
| 전문가 평가          | 전문가 평가      |
| 총 점수              | 총 점수          |
| 출처                 | 점수             |
| -------------------- | ---------------- |
| 메타크리틱           | 83/100           |
| 평가 점수            |                  |
| 출처                 | 점수             |
| AllMusic             | [ 7 ]            |
| Alternative Press    | [ 8 ]            |
| BBC Music            | highly favorable |
| Blabbermouth.net     | 9.5/10           |
| Entertainment Weekly | A−               |
| The Guardian         | [ 11 ]           |
| Pitchfork            | 7.5/10           |
| Q                    | [ 13 ]           |
| Rolling Stone        | [ 14 ]           |
| Slant Magazine       | [ 4 ]            |

《The Hunter》는 미국의 헤비 메탈 밴드 마스토돈의 다섯 번째 스튜디오 음반이다. 2011년 9월 26일, 로드러너 레코드를 통해 영국에서 , 하루 뒤 리프리즈 레코드를 통해 미국에서 발매된 《The Hunter》는 프로듀서 마이크 엘리존도와 함께한 첫 번째 음반이다. 영국에서 발매된 첫 주에, 이 음반은 영국 음반 차트에서 19위에 올랐고, 빌보드 200 차트에서 첫 주에 39,000장 이상이 팔렸다. 2011년 12월, 현재, 《The Hunter》는 미국에서 75,133장 이상이 팔렸다.

## 배경
이 음반은 프로듀서 마이크 엘리존도(피오나 애플, 에미넴, 앨러니스 모리세트, 어벤지드 세븐폴드, 마룬 5)와 함께 로스앤젤레스의 사운드 시티 스튜디오에서 녹음되었다.
MTV 독일와의 인터뷰에서, 음반을 만드는 동안 사냥을 하다가 브렌트 하인즈의 죽은 형을 기리기 위해 그 새 음반이 《The Hunter》라고 불릴 것이라고 밝혀졌다. AOL의 노이즈크립에게 말하면서, 드러머 브랜 데일러는 그 새로운 자료에 대해 《Leviathan》 (2004년)의 그것과 "정말로 매우 무거운 레드 제플린이나 다른 것처럼" 리프 지향적이고 "조금 더 벗겨졌다"고 묘사했다. 브렌트 하인즈가 다시 초기 작곡의 대부분을 책임지느냐는 질문에, 데일러는 "저는 모두가 참여하는, 조금 더 협력적이라고 생각합니다"라고 답했다.

## 커버 아트
이 커버 아트는 밴드가 라이브로 사용하는 배경도 책임지고 있는 나무 조각가인 AJ 포식의 《Sad Demon Oath》라는 제목의 나무 조각을 특징으로 한다. 이것은 지금까지 그들의 모든 예술작품을 했던 폴 로마노로부터의 결별을 나타낸다.

## 곡 목록
모든 곡들은 마스토돈에 의해 작사/작곡하였다.
| #   | 제목                               | 재생 시간 |
| --- | ---------------------------------- | --------- |
| 1.  | 〈Black Tongue〉                   | 3:27      |
| 2.  | 〈Curl of the Burl〉               | 3:40      |
| 3.  | 〈Blasteroid〉                     | 2:35      |
| 4.  | 〈Stargasm〉                       | 4:39      |
| 5.  | 〈Octopus Has No Friends〉         | 3:48      |
| 6.  | 〈All the Heavy Lifting〉          | 4:31      |
| 7.  | 〈The Hunter〉                     | 5:17      |
| 8.  | 〈Dry Bone Valley〉                | 3:59      |
| 9.  | 〈Thickening〉                     | 4:30      |
| 10. | 〈Creature Lives〉                 | 4:41      |
| 11. | 〈Spectrelight (Feat. 스콧 켈리)〉 | 3:09      |
| 12. | 〈Bedazzled Fingernails〉          | 3:08      |
| 13. | 〈The Sparrow〉                    | 5:30      |